# Strigula viridiseda
Strigula viridiseda är en lavart som först beskrevs av William Nylander och som fick sitt nu gällande namn av Richard Clinton Harris. 
Strigula viridiseda ingår i släktet Strigula och familjen Strigulaceae. Inga underarter finns listade i Catalogue of Life.